# 1976 în științifico-fantastic
- 1975 în științifico-fantastic — 1976 în științifico-fantastic — 1977 în științifico-fantastic

1976 în științifico-fantastic a implicat o serie de evenimente: 
- 7 aprilie - a apărut revistă croată Sirius.[1]

## Nașteri și decese

### Nașteri
- Lauren Beukes
- Dana Brandt
- Wesley Chu
- Marc A. Herren
- Christian Humberg
- Ken Liu
- Lavie Tidhar
- Ben H. Winters
- Charles Yu

### Decese
- Paul Frank (n. 1885)
- Walter Robert Fuchs (n. 1937)
- Daniel F. Galouye (n. 1920)
- Anton M. Kolnberger (n. 1906)
- K. Merten (Pseudonimul lui Hanns Kurth ; n. 1904)
- Edgar Pangborn (n. 1909)
- John Thomas Phillifent (n. 1916)
- R. F. Starzl (n. 1899)

## Cărți

### Romane
- Brothers of Earth de C. J. Cherryh
- Copiii Dunei de Frank Herbert
- Gate of Ivrel de C. J. Cherryh
- Lumii îi spuneau pădure (The Word for World Is Forest) de Ursula K. Le Guin
- Unde, cândva, suave păsări cântătoare... (Where Late the Sweet Birds Sang ) de Kate Wilhelm

- Shakespeare's Planet de Clifford D. Simak
- The Space Machine de Christopher Priest
- The Space Vampires de Colin Wilson
- Star Wars: From the Adventures of Luke Skywalker de Alan Dean Foster
- Stranglers' Moon de Stephen Goldin
- Telempath de Spider Robinson
- The Tides of Kregen de Kenneth Bulmer
- Trouble on Triton: An Ambiguous Heterotopia[3] de Samuel R. Delany
- The Volcano Ogre de Lin Carter
- The Witling de Vernor Vinge
- Woman on the Edge of Time de Marge Piercy
- A World Out of Time de Larry Niven

### Colecții de povestiri
- Cântec pentru Lya de George R. R. Martin
- My Name is Legion de Roger Zelazny
- O falie în timp: pagini de anticipație românească; editată de Ion Hobana
- Pasagerii (The Best of Robert Silverberg) de Robert Silverberg
- Povestiri științifico-fantastice; editată de Ion Hobana

### Povestiri
- „Houston, Houston, mă auzi?” de James Tiptree, Jr.
- „Un fel de spațiu” de Ion Hobana

## Filme
| Titlu                                                   | Regizor           | Distribuție                                              | Țara                                                  | Sub-Gen /Note     |
| ------------------------------------------------------- | ----------------- | -------------------------------------------------------- | ----------------------------------------------------- | ----------------- |
| Any Day Now (Vandaag of morgen)                         | Roeland Kerbosch  | Ansje van Brandenberg, Georgette Reyevski                | Țările de Jos                                         |                   |
| At the Earth's Core                                     | Kevin Connor      | Doug McClure, Peter Cushing, Caroline Munro              | Regatul Unit al Marii Britanii și al Irlandei de Nord |                   |
| Embryo                                                  | Ralph Nelson      | Rock Hudson, Barbara Carrera, Diane Ladd, Roddy McDowall | Statele Unite ale Americii                            | [ 6 ]             |
| God Told Me To                                          | Larry Cohen       | Tony Lo Bianco                                           | Statele Unite ale Americii                            |                   |
| In the Dust of the Stars                                | Gottfried Kolditz | Jana Brejchova, Alfred Struwe, Ekkehard Schall           | Germania de Est                                       | [ 7 ]             |
| Logan's Run (Fuga lui Logan)                            | Michael Anderson  | Michael York, Richard Jordan, Jenny Agutter              | Statele Unite ale Americii                            | [ 8 ]             |
| The Man Who Fell to Earth (Omul care a căzut pe Pământ) | Nicolas Roeg      | David Bowie, Candy Clark, Rip Torn                       | Regatul Unit al Marii Britanii și al Irlandei de Nord | [ 9 ]             |
| The Rat Savior (Mântuitorul)                            | Krsto Papić       | Ivica Vidovic, Relja Basic                               | Iugoslavia                                            | [ 10 ]            |
| The Super Inframan                                      | Hua-Shan          | Li Hsiu-hsien, Wang Hsieh, Lin Wen-wei                   | Hong Kong · Japonia                                   | Film cu supereroi |
|                                                         |                   |                                                          |                                                       |                   |

## Premii

### Premiul Hugo
Premiile Hugo decernate la Worldcon pentru cele mai bune lucrări apărute în anul precedent:
- Premiul Hugo pentru cel mai bun roman:[11] Războiul etern de Joe Haldeman
- Premiul Hugo pentru cea mai bună povestire:
- Premiul Hugo pentru cea mai bună prezentare dramatică:
- Premiul Hugo pentru cea mai bună revistă profesionistă:
- Premiul Hugo pentru cel mai bun fanzin:

### Premiul Nebula
Premiile Nebula acordate de Science Fiction and Fantasy Writers of America pentru cele mai bune lucrări apărute în anul precedent:
- Premiul Nebula pentru cel mai bun roman:[12] Proiectul Omul Plus de Frederik Pohl
- Premiul Nebula pentru cea mai bună nuvelă: Houston, Houston, mă auzi? de James Tiptree, Jr.
- Premiul Nebula pentru cea mai bună nuveletă: „San Diego Lightfoot Sue” de Tom Reamy
- Premiul Nebula pentru cea mai bună povestire: "Catch That Zeppelin!" de Fritz Leiber
- Premiul Nebula pentru cel mai bun scenariu: Tânărul Frankenstein - Mel Brooks și Gene Wilder (scenariu), Mary Shelley (roman original)

### Premiul Saturn
Premiile Saturn sunt acordate de Academy of Science Fiction, Fantasy and Horror Films:
- Premiul Saturn pentru cel mai bun film științifico-fantastic (ediția a 4-a): Fuga lui Logan, regizat de Michael Anderson